# بيرسي بلاك
بيرسي بلاك (بالإنجليزية: Percy Black)‏ هو مستكشف أسترالي، ولد في 12 ديسمبر 1877 في فيكتوريا في أستراليا، وتوفي في 11 أبريل 1917 في بوليكورت في فرنسا.